# Felspannolva
A Felspannolva (eredeti cím: Stoked) kanadai televíziós 2D-s számítógépes animációs sorozat. Kanadában az Eredeti premierje 2009. június 25-én volt a Teletoon csatornán. Magyarországon 2010 májusában volt a premierje a Disney Channelen. A sorozatot Jennifer Pertsch és Tom McGillis, a Totál Dráma-sorozat készítői rendezték. 2014. február 3-tól a Megamax is műsorra tűzte.

## Ismertető
Hat tinédzser, Reef, Lo, Fin, Emma, Broseph és Johnny elmennek nyáron Sunset Beach-re, hogy eltöltsék életük legjobb nyarát.

## Szereplők

### Főszereplők
- Laslie "Reef" (Előd Botond) – A nyári kisegítők egyike, aki szörfoktató állást kapott.
- Broseph (Ungvári Gergely) – Hordárként dolgozik a szállodában.
- Lauren  "Lo" (Bánfalvi Eszter) – A Szörfparadicsom Szálló tulajdonosának elkényeztetett lánya.
- Emma (Bogdányi Titanilla) – Az egyetlen nyári kisegítő, aki még sosem szörfözött, szerelmes Tyler-be.
- Johnny (Stern Dániel) – A Szörfparadicsom Szálló recepciósa, aki szerelmes Emmába.
- Fin (Vadász Bea) – A szörfoktató állásért jött ide, de azt Reef kapta, így ő takarító lett, nagyon szeret szörfözni.

### Mellékszereplők
- Wipeout (Szokol Péter) – A Szörfparadicsom Szálló kabalája, aki egy ember cápajelmezben.
- Tyler Ridgemount (Szabó Máté) – Lo bátyja
- George Ridgemount (Straub Norbert) – Lo öcsije
- Ripper
- "Nincsnadrág" Lance
- Rosie – takarítónő
- Andrew Baumer (Fekete Zoltán) – A Szörfparadicsom Szálló igazgatója.
- Mr. Ridgemount – Lo apja, a Szörfparadicsom Szálló tulajdonosa.
- Mrs. Ridgemount
- A Kahuna (Fehér Péter) – A kirándulóbusz sofőrje, de szinte minden munkát elvégez.
- Mark és Todd Marvin – Ikrek, akik a személyzet életét keserítik.
- Kelly (Molnár Ilona)

## Más országokban
| Ország                                               | Csatorna        | Premier           | Cím        |
| ---------------------------------------------------- | --------------- | ----------------- | ---------- |
| Kanada                                               | Teletoon        | 2009. június 25.  | Stoked     |
| Amerikai Egyesült Államok                            | Cartoon Network | 2009. július 16.  | Stoked     |
| Brazília · Mexikó · Argentína · Venezuela · Kolumbia | Boomerang       | 2010. március 7.  | Stoked     |
| UK · Írország                                        | Disney XD       | 2010. április 24. | Stoked     |
| Lengyelország                                        | Disney XD       | 2010. május 1.    | Zafalowani |
| Csehország · Szlovákia                               | Disney Channel  | 2010. május 10.   | Vlny       |
| Németország                                          | KI.KA           | 2011.május        | Stoked     |